# 那覇中央郵便局
那覇中央郵便局（なはちゅうおう ゆうびんきょく）は、沖縄県那覇市にある郵便局。民営化前の分類では集配普通郵便局だった。2階に沖縄郵政資料センターがある。

## 概要
住所:〒900-8799 沖縄県那覇市壺川3-3-8

### 併設施設
- ゆうちょ銀行沖縄地域センター（直営店ではない） - 直営店である那覇支店は、美栄橋郵便局に併設。
- かんぽ生命保険那覇支店 - 沖縄県内で唯一の同社直営店舗である。
- 日本郵政九州郵政健康管理センター那覇分室
- 沖縄郵政資料センター
- 沖縄地区税関那覇外郵出張所

### 郵便集配所
民営化前に当局が島嶼部の集配区を継承した関係で設置した作業所が前身で、郵便事業那覇支店の集配所を経て、日本郵便発足後は当局の「郵便集配所」となった拠点。
- 座間味郵便集配所 (70050) - 〒901-3402 沖縄県島尻郡座間味村座間味371-1（座間味郵便局に併設）
- 渡嘉敷郵便集配所 (70051) [1] - 〒901-3501 沖縄県島尻郡渡嘉敷村渡嘉敷209-3（渡嘉敷郵便局に併設）
- 粟国郵便集配所 (70052) - 〒901-3702 沖縄県島尻郡粟国村東369-1（粟国郵便局に併設）
- 渡名喜郵便集配所 (70053) - 〒901-3601 沖縄県島尻郡渡名喜村1977（渡名喜郵便局に併設）
- 南大東郵便集配所 (70055) - 〒901-3805 沖縄県島尻郡南大東村在所183-10（南大東郵便局に併設）
- 北大東郵便集配所 (70066) - 〒901-3903 沖縄県島尻郡北大東村港51-7（北大東郵便局に併設）
- 阿嘉郵便集配所 (70069) - 〒901-3311 沖縄県島尻郡座間味村阿嘉68（阿嘉郵便局に併設）

## 沿革
- 1874年（明治7年）3月20日 - 那覇郵便仮役所として開所[2]。
- 1875年（明治8年）1月1日 - 那覇郵便局（二等）となる。
- 1884年（明治17年）4月16日 - 為替・貯金取扱を開始[3]。
- 1897年（明治30年）9月1日 - 那覇郵便電信局となる。
- 1903年（明治36年）4月1日 - 通信官署官制の施行に伴い那覇郵便局となる。
- 1945年（昭和20年） - 沖縄が、米軍統治下に入る。
- 1948年（昭和23年）4月1日 - 那覇国際郵便交換所となる。
- 1950年（昭和25年）1月1日 - 那覇中央郵便局となる。
- 1952年（昭和27年）4月 - 琉球政府が発足し郵政局が設置される。
- 1953年（昭和28年）1月 - 那覇市久米町の郵政局総合庁舎に移転。
- 1972年（昭和47年）5月15日 - 沖縄返還に伴い、郵政省沖縄郵政管理事務所管轄の集配普通郵便局[4]である那覇郵便局として設置[5]。
- 1977年（昭和52年）11月14日 - 那覇市久米二丁目から、同市字壺川の国道330号（当時は国道329号）沿いに移転するとともに、和文電報受付および電話通話業務を開始。
- 1982年（昭和57年）5月15日 - 本土-沖縄間及び沖縄県内相互間発着の大型通常郵便物について、送達日数を短縮するため輸送方法を船舶輸送から航空機積載に転換[6]。
- 1982年（昭和57年）6月1日 - 本土-沖縄間及び沖縄県内相互間発着の速達小包郵便物の航空機積載を開始[6]。
- 1982年（昭和57年）7月1日 - 那覇中央郵便局に改称。
- 1986年（昭和61年） - 本土-沖縄間の船舶郵便線路を廃止[6]。全種別の郵便物について航空機積載を実施。
- 1991年（平成3年）10月1日 - 外国通貨の両替および旅行小切手の売買に関する業務取扱を開始。
- 1997年（平成9年）3月 - 国道329号（那覇東バイパス）沿いに移転。
- 1997年（平成9年）6月30日 - 小禄郵便局[7]から集配業務を移管。
- 2007年（平成19年）3月5日 - 阿嘉、粟国、座間味、渡嘉敷、渡名喜、南大東、北大東の各郵便局から集配業務を移管[8]。
- 2007年（平成19年）10月1日 - 民営化に伴い、併設された郵便事業那覇支店とかんぽ生命保険那覇支店に一部業務を移管。
- 2012年（平成24年）10月1日 - 日本郵便株式会社の発足に伴い、郵便事業那覇支店を那覇中央郵便局に統合。

## 取扱内容
- 郵便、印紙、ゆうパック、内容証明
- 貯金、為替、振替、振込、国際送金、外貨両替・トラベラーズチェック、国債、投資信託 - 平日18時まで営業。
- 生命保険、バイク自賠責保険、自動車保険、変額年金保険 - 平日18時まで営業。
- ゆうちょ銀行ATM
- 郵便番号の上2桁が90の地域区分局
- 以下の地域の集配業務 
  - 那覇市のうち、以下の地域
    - 「900-00xx」区域（市中心部および真和志地域の一部）
    - 「901-01xx」区域（小禄（おろく）地域（那覇空港も含む））

  - 島尻郡の内、渡嘉敷村（901-35xx）、座間味村（901-33xx・901-34xx）、粟国村（901-37xx）、渡名喜村（901-3601＝村内一円）、南大東村（901-38xx）、北大東村（901-39xx）の全域
- ゆうゆう窓口（沖縄県内では唯一、24時間営業だが、営業時間内と時間外では窓口が異なる）

### かんぽ生命保険那覇支店
- 個人向け窓口業務は、郵便局が代理店として行う。

## 周辺
- 漫湖公園
- 沖縄県営奥武山公園
- 国道330号
- 国場川

## アクセス
- 沖縄都市モノレール（ゆいレール） 壺川駅から徒歩約5分
- 那覇バス、東陽バス、沖縄バス 西壺川停留所下車
- 沖縄自動車道 那覇ICから西へ約5.5km
- 国道329号沿い
- 駐車場あり：50台